# دمیتری ایوانوویچ زوراوسکی
دمیتری ایوانوویچ زوراوسکی (انگلیسی: Dmitrii Ivanovich Zhuravskii; Dec. 17 (29), 1821 – Nov. 18 (30), 1891 (aged 69)) دانشمند در زمینه مکانیک اهل امپراتوری روسیه و از برندگان جایزه دمیدوف بود.